# В лесу ночном
«В лесу ночном» (англ. In the Forest of the Night) — десятая серия восьмого сезона британского научно-фантастического телесериала «Доктор Кто». Премьера серии состоялась 25 октября 2014 года на канале BBC One.
Название серии является цитатой из стихотворения Уильяма Блейка «Тигр»:

Тигр, тигр, жгучий страх,
Ты горишь в ночных лесах…
Оригинальный текст (англ.)Tyger Tyger, burning bright,
In the forests of the night…

## Сюжет
Проснувшись однажды утром, человеческая раса в каждом городе мира столкнулась с самым удивительным и неожиданным вторжением. Повсюду, на каждом клочке земли, за ночь вырос лес и вернул себе господство на планете. Доктору не понадобилось много времени, чтобы понять, что настали последние дни человечества.